# Inducks
Inducks ist eine Online-Datenbank für Disney-Comics weltweit. Ehrenamtliche Autoren sammeln dabei Daten zu allen von Disney vertriebenen Comics und Publikationen in 14 Sprachen. 

## Die Datenbank
Inducks, zusammengesetzt aus Index und Ducks, sammelt Daten zu jedem Disney-Comic, z. B. Genre, Titel, Protagonisten, Autor/Zeichner, Erstveröffentlichung, Seitenzahl, Kurzbeschreibung, weltweite Veröffentlichung, ggf. Beispielbilder. Ein individueller Storycode wird generiert, um die häufig verschiedenartig publizierten Geschichten eindeutig zuordnen zu können. Die Autoren können auch eine Punktebewertung zur Beliebtheit abgeben, die als Charts wiedergegeben werden. Die ersten Plätze werden dabei traditionell von Duck-Geschichten von Carl Barks belegt.
Publikationen sind mit Land, Titel, Sprache, Verlag, Datum, Preis und der Angabe des Inhalts indexiert. Zu Autoren oder Zeichnern können Biografien aufgerufen werden. Die Daten werden auch von Fachpublikationen in Heft- und Buchform genutzt.

## Geschichte
Datensammlungen zu verschiedenen Disney-Comics gibt es bereits seit den 1970er Jahren weltweit. Der Schwede Per Starbäck sammelte ab 1992 solche Datensammlungen für eine Mailingliste. 1994 gründete er die Disney Comics Database im Internet. 1999 wurde der Name auf Vorschlag eines Mitautors in Inducks geändert.